# Licenças BSD e GPL
As licenças BSD e GPL são duas das licenças mais comuns para o software livre. A licença BSD (Berkeley Software Distribution) e a GPL (Gnu General Public License) diferem bastante no modo em que o código fonte pode ser usado. 

O símbolo da GNU

## Diferenças
A GPL requer que trabalhos derivados sejam licenciados sob a mesma licença, ou seja, sob a GPL. Já a licença BSD requer apenas o reconhecimento dos autores e outras pequenas restrições. Como resultado os códigos BSD podem ser utilizados em projetos livres com outras licenças como Linux (GPL) ou softwares proprietários como pilha IP do Windows e o Mac OS X. Licenças estilo GPL são chamadas de licenças copyleft enquanto as licenças estilo BSD são chamadas de licenças permissivas.

## Vantagens da BSD
Defensores da licença BSD argumentam que ela é mais livre que a licença GPL, porque ela garante quase a mesma liberdade que o domínio publico. A GPL impõe restrições que fazem com que ela seja incompatível com muitos outros software livres, inclusive aqueles com licenças similares a GPL como o Eclipse (EPL), OpenSolaris (CDDL), Sun Public License (SPL) e a CC-by-SA. Dessa forma desenvolvedores e usuários do OpenSolaris por exemplo, não podem se beneficiar diretamente de melhorias feitas no Linux e vice-versa. Por outro lado usuários e desenvolvedores do Linux podem se beneficiar diretamente do código fonte usado no FreeBSD, apesar da recíproca não ser verdadeira. Outro argumento é de que a GPL, por ser mais restritiva, às vezes força desenvolvedores a reescreverem softwares que já estão disponíveis sob a GPL, para que assim possam redistribuí-los sob outra licença. Isso faz com que estes desenvolvedores percam grande quantidade de tempo e dinheiro que poderia ser usado para desenvolver novos produtos ou aprimorar produtos já existentes. A maioria dos defensores do BSD ainda diz que o uso de código BSD em sistema proprietários faz com que estes sistemas tenham mais qualidade beneficiando assim seus usuários.
Distribuidores de sistemas BSD tendem a evitar a inclusão de softwares licenciados sobre a GPL em seus sistemas, exceto quando alternativas são inexistentes ou menos capazes, como no caso do GCC.

## Vantagens da GPL
Os defensores do GPL argumentam que a obrigatoriedade de que softwares derivados sejam licenciados sobre GPL fomenta o crescimento do software livre. Eles ainda argumentam que essa obrigatoriedade é mais uma forma de poder que de liberdade e que as licenças BSD permitem pessoas pegar o trabalho de outros sem ter que dar nada em troca.
Apesar da BSD ser evidentemente mais "livre" que a GPL, pode-se argumentar que a GPL é mais "livre" no sentido em que garante a liberdade nos trabalhos derivados. Por causa desse conceito de "liberdade" do copyleft, pode-se dizer então que a BSD é mais "liberal" que a GPL.
De certa forma, pode-se considerar que a GPL é "interesseira", mas seria um interesse "benéfico", no sentido de que é interessante para a comunidade BSD manter os trabalhos derivados sob a GPL também.

## Compatibilidade
As primeiras versões da licença BSD tinham uma cláusula que pedia para que o reconhecimento dos autores aparecessem em todos os materiais de propaganda, causando problemas como por exemplo os 75 reconhecimentos do NetBSD e ainda por cima essa cláusula fazia com que elas fossem incompatíveis com a GPL, que não permite nenhuma outra restrição. Essa clausula foi removida em 1999 por William Hoskins.